# Engadina

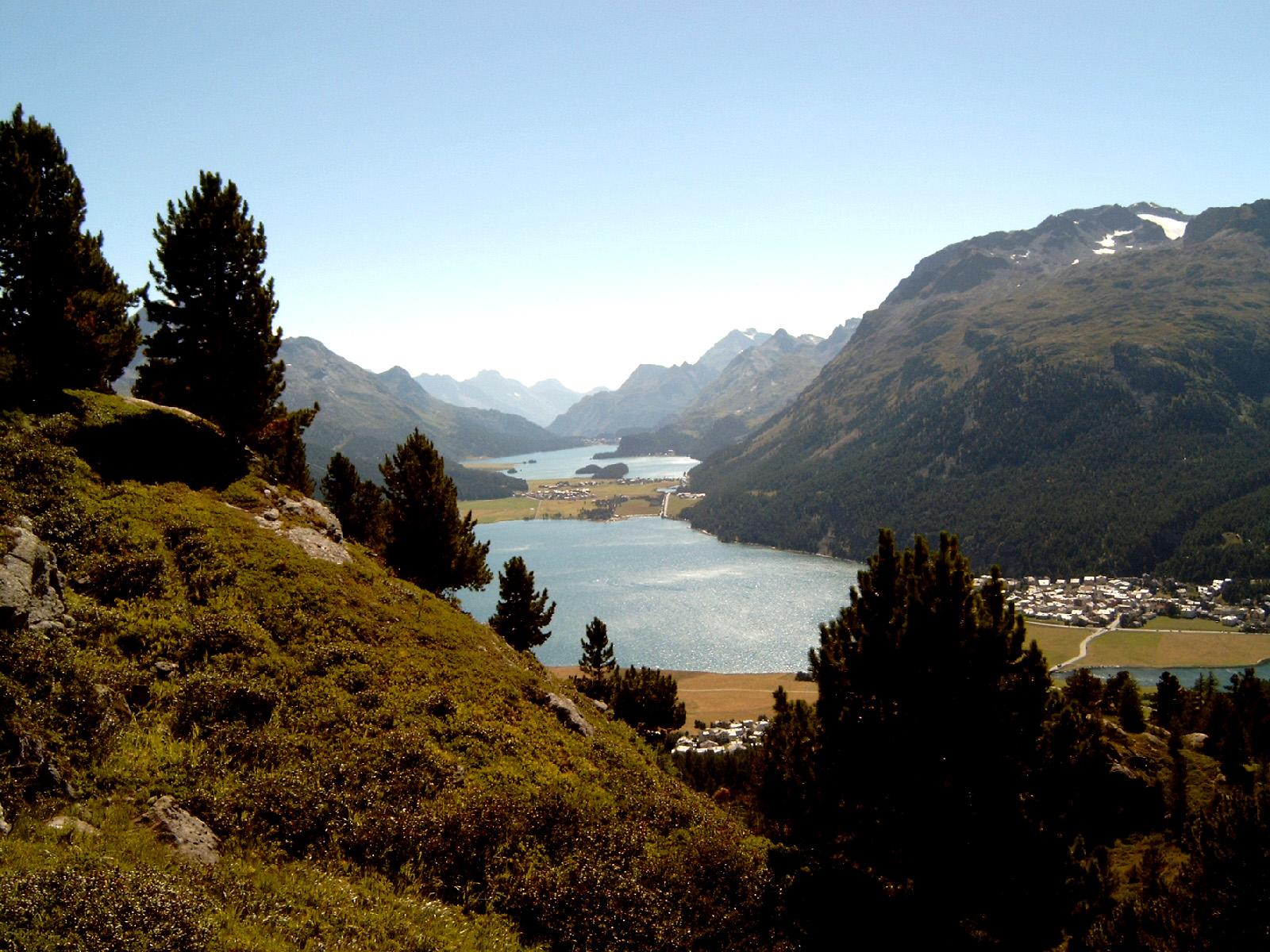
Lagos de Sils y de Silvaplana en la Alta Engadina.

Engadina, llamado también Engandina (en romanche: Engiadina; en alemán: Engadin) es un valle alpino del extremo oriental del cantón de los Grisones, al este de Suiza.

## Características geográficas
La Engadina obtiene su nombre de la palabra romanche Engiadina, que significa 'jardín del Eno'. Se trata de uno de los valles habitados de mayor altitud en Europa, posee una longitud en dirección sudoeste-noreste de unos 80 km y una anchura de 25 km en promedio. La pendiente de este valle y del cauce del río Eno (o Inn) al atravesarlo se dirige hacia el noreste. Tal alargado valle constituye la parte más alta de la cuenca del citado río Eno/Inn, por el noreste la escotadura de Finstermünz señala el límite con el Tirol austriaco, por el suroeste, hacia las coordenadas 46°24′40.81″N 9°39′46.60″E / 46.4113361, 9.6629444 las montañas de Maloja señalan la triple divisoria de aguas, ya que el Eno es afluente del Danubio y el Danubio desemboca en el mar Negro, mientras que al norte de estas montañas nace el Rin que desemboca en el mar del Norte, y al suroeste nace el Mera, afluente del río Po, que desemboca en el mar Mediterráneo.
El estrecho valle de Engadina se encuentra encajonado en los Alpes Réticos, siendo el Silvretta Gruppe y el Samnaun Gruppe los dos macizos que lo encierran por el norte. La mayor cumbre se ubica en el sur, en el Piz Bernina de 4048 m s. n. m., el paso de Fluela y el Túnel del Albula conectan el valle con el resto de los Grisones, mientras que el paso de Maloja comunica por el sur a la Engadina con el Val Bregaglia italófono. Por el sudeste el collado de Reschenscheideck enlaza con el Val Venosta y el puerto del Ofer a 2149 m s. n. m. conecta la Engadina con el Valle de Müstair o Val Müstair.
Todo este valle de la Engadina se divide en dos sectores bastante diferenciados: en la estrechadura de Punt'Ota (Puente Alto), la parte meridional (más escabrosa y agreste) se denomina la Alta Engadina, la parte septentrional se denomina la Baja Engadina.
El paisaje de Engadina, en especial de la Alta Engadina, es uno de los más naturales y agrestes de la Europa Occidental, existiendo importantes glaciares, particularmente en torno al Silvretta, pequeños lagos (lejs) como el Suls (4,1 km² a 1797 m s. n. m.), el de Silvaplana (2,7 km² a 1701 m s. n. m.) o el de Sankt Moritz (0,78 km²). Las laderas montañosas se encuentran cubiertas hasta el nivel de los prados montanos por bosques de piceas o abetos, en donde aún deambulan algunos osos pardos, mientras que en las zonas más inaccesibles brincan rebaños de cabras alpinas y gamuzas. También se encuentran marmotas alpinas que invernan durante el período frío. En cambio, han desaparecido prácticamente el temido buitre de los Alpes (temido porque podía atacar a bebés) y el águila real.
El clima, debido al aislamiento, es continental, predominando el tiempo fresco y frío, aunque los días suelen ser diáfanos: las copiosas nevadas comienzan ya en el otoño boreal (desde octubre) y duran hasta inicios de la primavera boreal (abril = aprilia).

## Idiomas

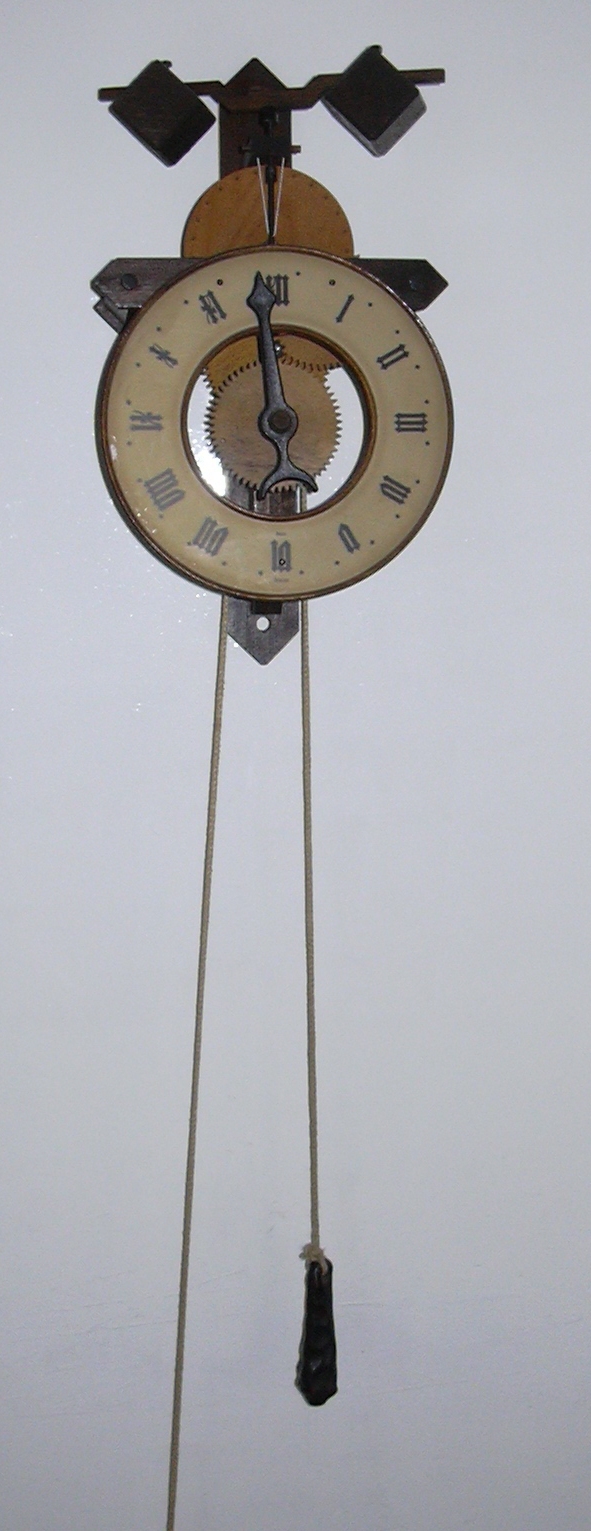
Reloj a cuerda y pesas, hecho íntegramente de madera en la Engadina.

La lengua histórica principal en la Baja Engadina y parte de la Alta Engadina es el romanche, hablado por unas 25 000 personas en dos formas dialectales: en la Alta Engadina predomina el dialecto putèr y en la Baja Engadina el llamado vallader, ambos dialectos poseen cada uno su propia ortografía, aunque los engadineses los resumen con el nombre de rumantsch ladin por su afinidad con el ladino dolomítico.
Sin embargo, debido al auge del turismo desde fines de siglo XIX una parte importante de la población no habla el ladino, por lo que está muy difundido el alemán suizo, hasta tal punto que en ciertas zonas de la Alta Engadina (como la de San Murezzan/Sankt Moritz) el romanche corre el riesgo de desaparecer. En la Baja Engadina, o zona norte, el romanche está menos amenazado, pero sigue en retroceso.

## Economía
Aunque el turismo se inició a fines de siglo XIX (en esa época este valle se dedicaba al turismo terapéutico, por ejemplo, con sanatorios para enfermos de tuberculosis, tal cual lo retrata Thomas Mann en La montaña mágica o para personas con afecciones emocionales —Nietzsche intentó recuperarse pasando períodos vacacionales en Sils Maria—, aún hasta los años 60 la mayoría de los habitantes subsistía practicando una agricultura de patatas, centeno y ganadería de montaña con vacas lecheras, cabras y ovejas. A partir de la citada década del siglo XX, la apertura de túneles, autopistas y el crecimiento de la clase media en toda la Europa Occidental potenciaron el aflujo del turismo, siendo desde entonces el principal rubro económico de la región e implicando un alto estándar de vida para los habitantes.

## Principales localidades
- Alta Engadina: Maloja, Segl, Silvaplana/Silvaplauna, Champfèr, Sankt Moritz/San Murezzan, Celerina/Schlarigna, Pontresina/Puntrashcigna, Samedan/Samaden (donde a 1707 m s. n. m. se emplaza el aeropuerto civil más elevado de Europa), Bever, La Punt Chamues-ch, Madulain, Zuoz, S-chanf.

- Baja Engadina: Brail, Zernez, Susch, Lavin, Giarsun, Bos-cha, Ardez, Ftan, Scuol o Schuls, Tarasp, Sent, Ramosch, Vnà, Tschlin, Martina, Guarda y Ardez.

### Alta Engadina

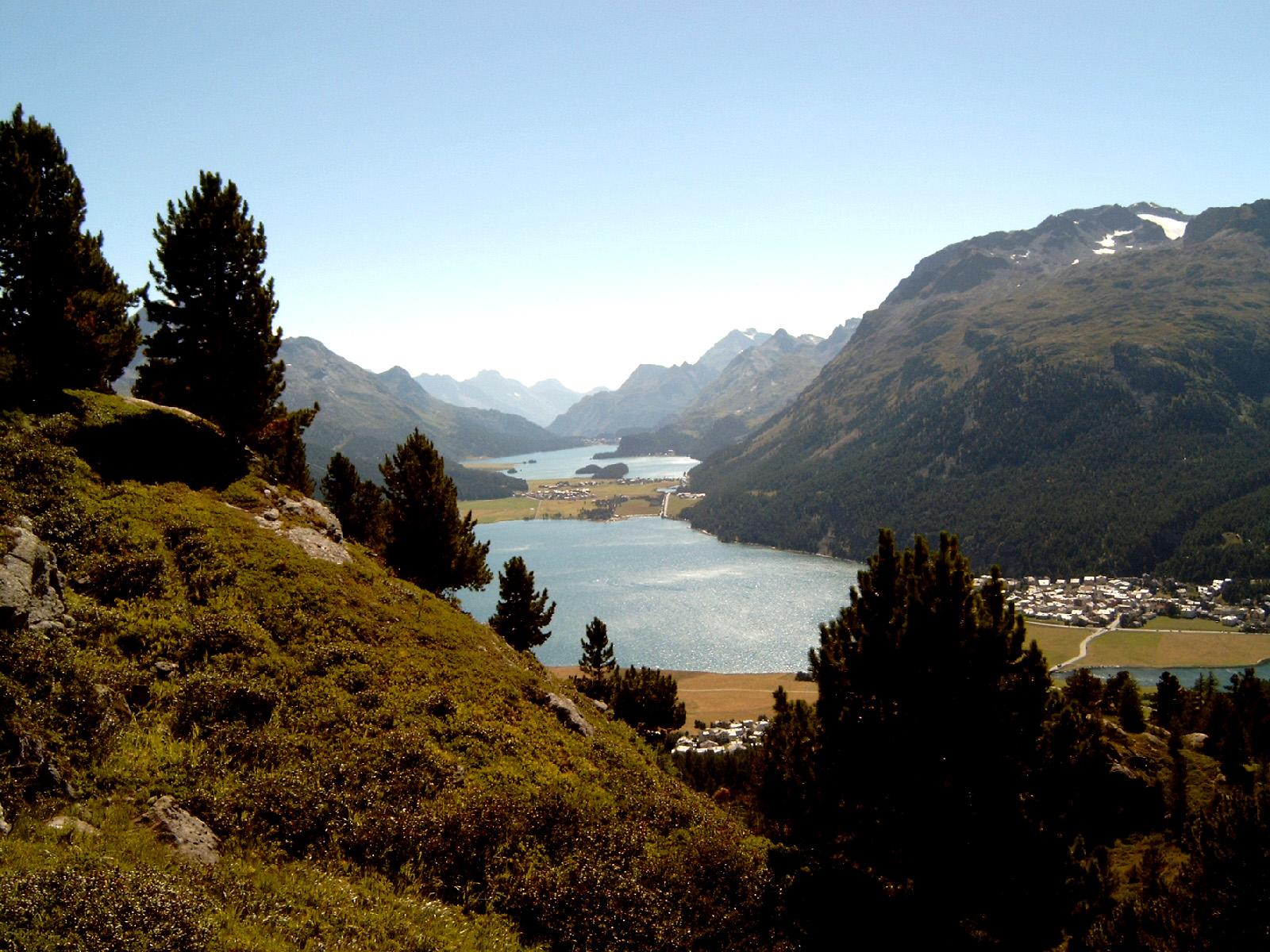
Sils, lagos de Sils y Silvaplana
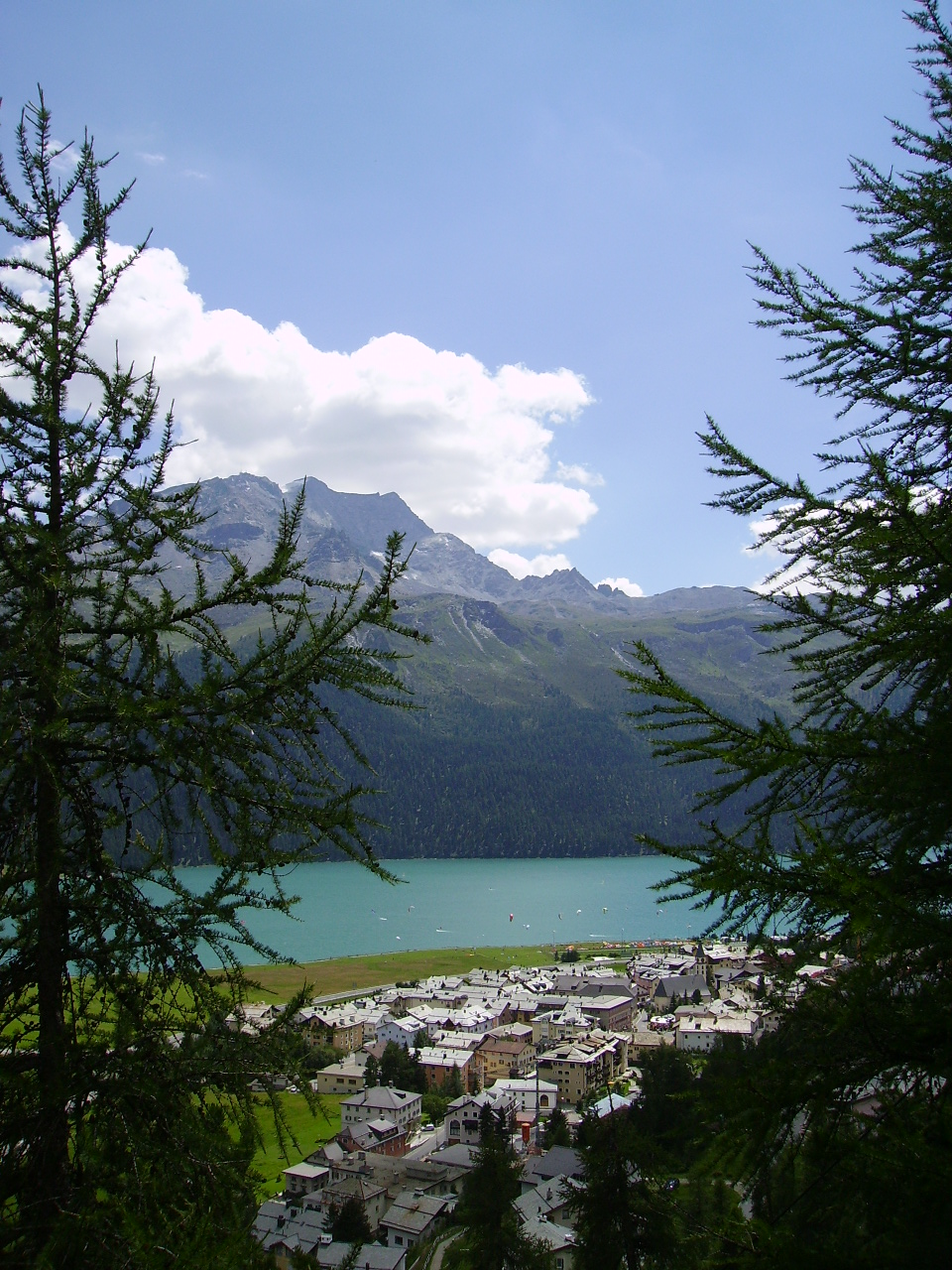
Lago de Silvaplana y de Champfer
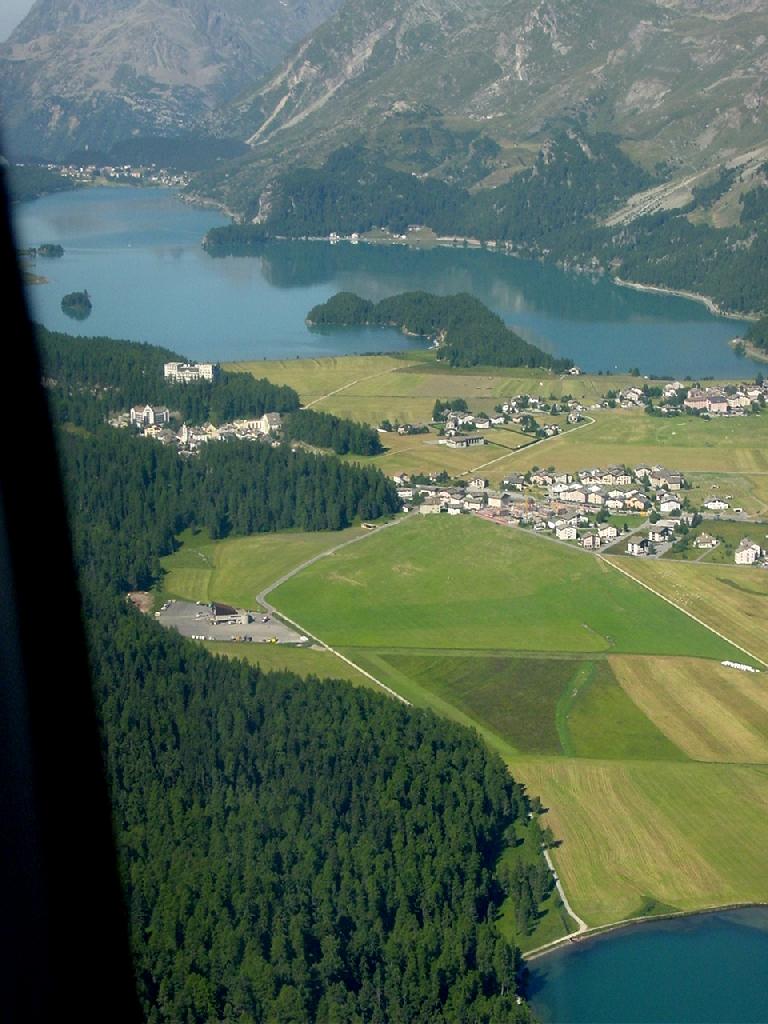
Localidad de Sils y su lago
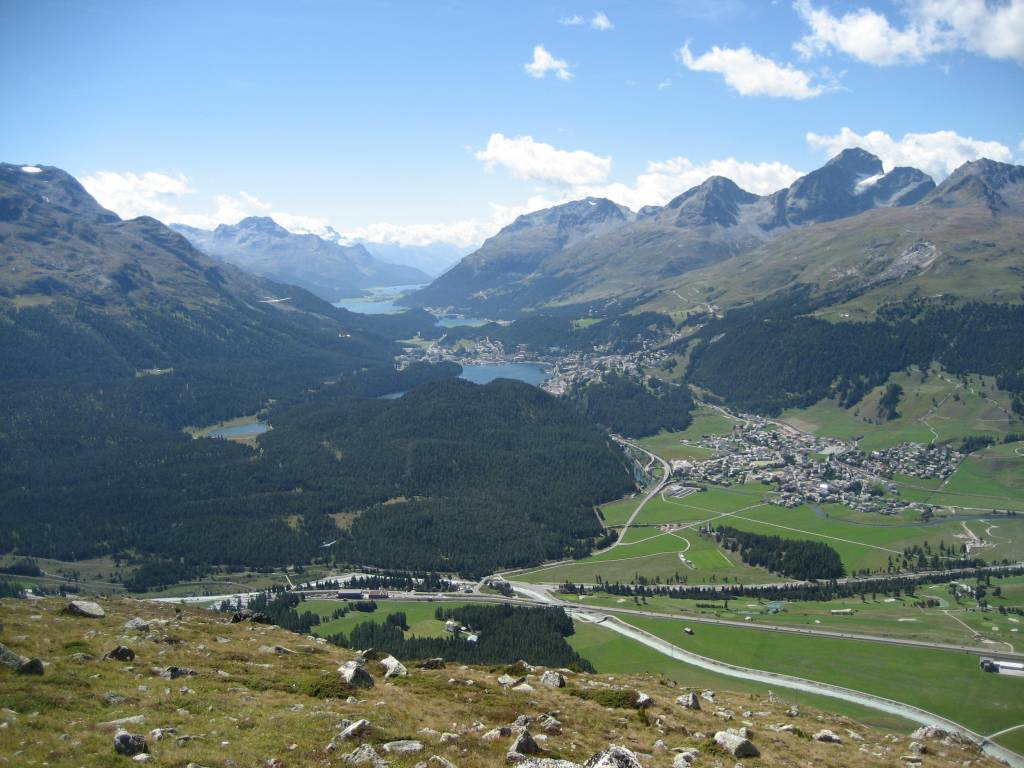
Lagos de Engadina con Sankt-Moritz y Celerina
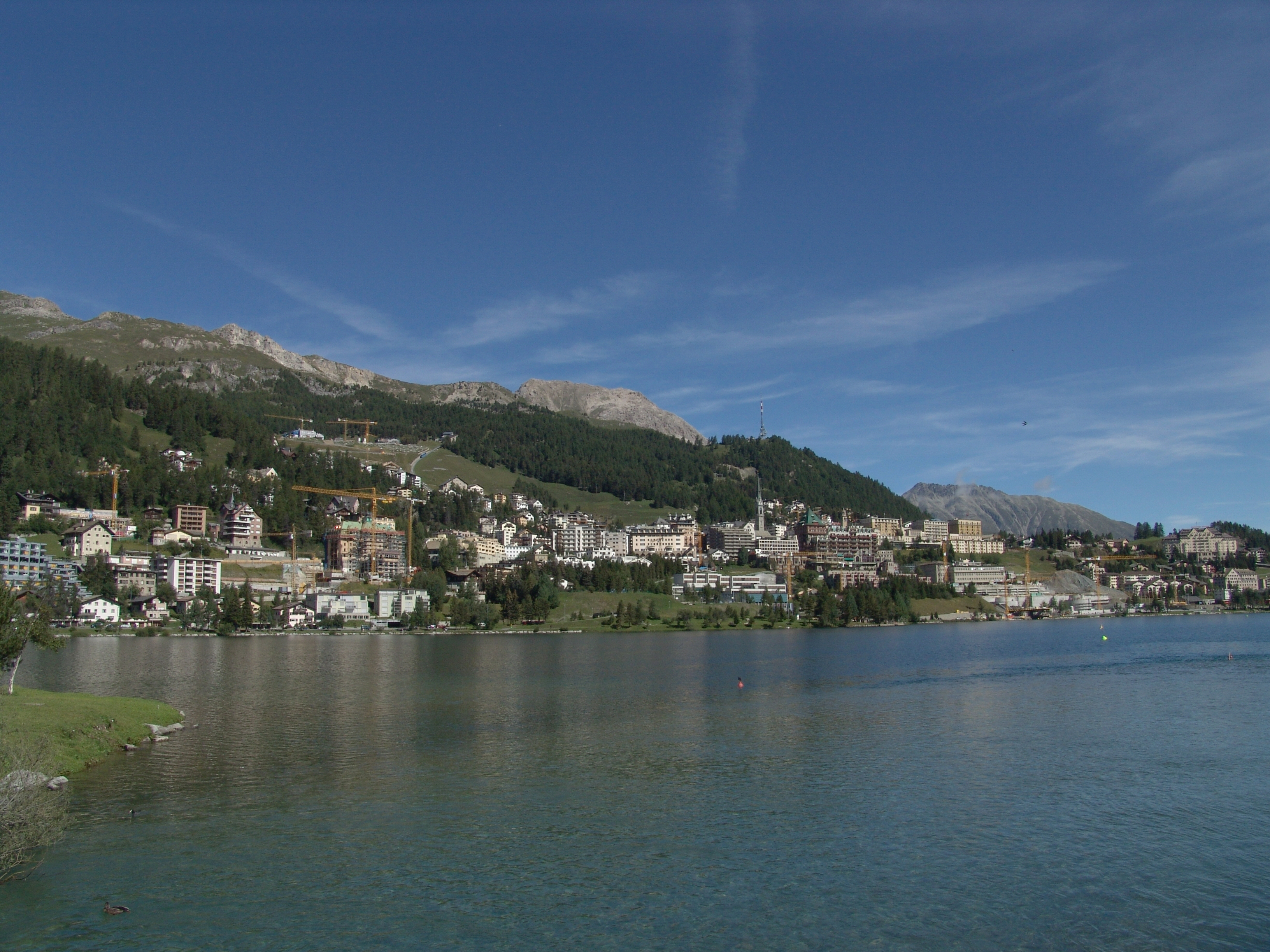
Localidad de Sankt-Moritz y su lago
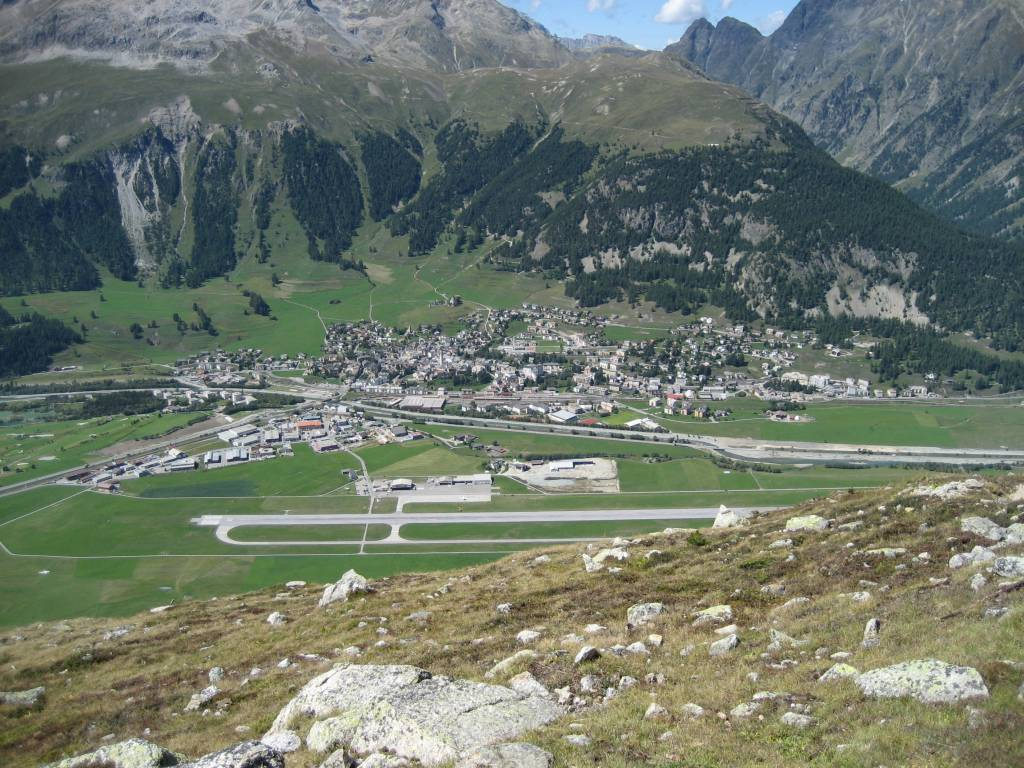
Vista de Samedan, cuyo aeropuerto es el más elevado de Europa (1707 m s. n. m.)